# أندريه سواريس
أندريه سواريس هو لاعب كرة قدم برتغالي، ولد في 5 مارس 1990 في Vieira do Minho ‏ في البرتغال. شارك مع منتخب البرتغال تحت 16 سنة لكرة القدم ومنتخب البرتغال تحت 17 سنة لكرة القدم ومنتخب البرتغال تحت 18 سنة لكرة القدم. أما مع النوادي، فقد لعب مع أتليتيكو كلوب دي برتغال ونادي بنفيكا ونادي جل فيسنتي ونادي سيرفيت.

## وصلات خارجية
- أندريه سواريس على موقع قاعدة بيانات كرة القدم.إي يو (الإنجليزية)
- أندريه سواريس على موقع Soccerway.com (الإنجليزية)